# 有末次
有末 次（ありすえ やどる、1897年（明治30年）2月7日 - 1943年（昭和18年）8月28日）は、日本の陸軍軍人。最終階級は陸軍中将。

## 経歴
北海道出身。有末孫太郎（村長・京極農場支配人・屯田工兵大尉）の息子として生まれる。上川中学を経て、陸軍士官学校（31期）、陸軍大学校（41期）を卒業。
参謀本部作戦班長・教育課長などを経て、1940年に関東軍作戦課長となり、ノモンハン事件後の関東軍の建て直しに当たった。日米開戦には反対の立場をとり、1941年、大本営陸軍参謀部第20班長として戦争回避を唱えたが阻止できなかった。
太平洋戦争開戦後は第17軍高級参謀などを経て、1942年、第8方面軍作戦課長としてラバウルに赴任し、翌1943年には陸軍少将・同方面軍参謀副長となり今村均大将を補佐する。
同年8月要務打ち合わせのため一時帰国し、ラバウルへ飛行機で戻る途中で戦死。陸軍中将に進級。
葬送につき勅使として侍従が派遣され、幣帛の下賜を受けた。

## 年譜
※出典:『日本陸海軍総合事典』第2版、10-11頁。
- 1919年（大正8年）5月 - 陸軍士官学校（31期）卒
  - 12月 - 砲兵少尉・野砲兵第7連隊付
- 1922年（大正11年）11月 - 陸軍砲工学校高等科（28期）卒
  - 12月 - 砲兵中尉
- 1929年（昭和4年）3月 - 砲兵大尉
  - 11月 - 陸軍大学校（41期）卒
  - 12月 - 独立山砲兵第1連隊付
- 1930年（昭和5年）12月 - 参謀本部付勤務
- 1931年（昭和6年）12月 - 参謀本部員（作戦班）
- 1933年（昭和8年）12月 - イギリス駐在
- 1934年（昭和9年）6月 - イギリス大使館附武官補佐官
  - 8月 - 砲兵少佐
- 1936年（昭和11年）6月 - 陸大教官
- 1937年（昭和12年）5月 - 東南アジア出張
  - 8月 - 参謀本部員
  - 11月 - 砲兵中佐・大本営参謀
  - 12月 - 参謀本部作戦課作戦班長
- 1939年（昭和14年）7月 - 参謀本部教育課長兼大本営参謀（教育課長兼研究班長）
  - 8月 砲兵大佐
  - 9月 関東軍高級参謀
- 1940年（昭和15年）10月 - 参謀本部附・大本営参謀（第20班長、 - 1942年1月19日）
- 1941年（昭和16年）2月 - 兼軍令部員
- 1942年（昭和17年）2月 - 香港占領地総督部参謀長 
  - 11月2日 第17軍参謀
  - 11月9日 第8方面軍参謀（作戦課長）
- 1943年（昭和18年）8月2日 陸軍少将・第8方面軍参謀副長  
  - 8月28日 ビスマルク諸島付近で飛行機事故により戦死。翌日、陸軍中将進級。

## 親族
- 妻 有末重代 岡部重名（陸軍軍医大佐）の娘。[1]
- 長兄 有末精三（陸軍中将）[1]
- 弟 有末四郎（陸軍軍医大尉）[1]